# Зозуля, Вера Михайловна
Вера Михайловна Зозуля (род. 31 августа 1970 года в Гвардейском) — украинская спортсменка (спортивная ходьба). Мастер спорта Украины международного класса по лёгкой атлетике (1996). Многократная чемпионка Украины, участница трёх Олимпийских игр.

## Биография
Окончила факультет физического воспитания Тернопольского педагогического института (1992, ныне Тернопольский национальный педагогический университет имени Владимира Гнатюка).
Выступала за физкультурно-спортивное общество «Колос».
В 2000 году отправилась на Олимпийские игры в Сиднее, где заняла 24-е место. На следующей Олимпиаде в Афинах выступила хуже — всего 42-е место. На третьей и последней для себя Олимпиаде в Пекине Зозуля улучшила свой результат, поднявшись на 16-е место.
После окончания профессиональной карьеры стала выступать в турнирах ветеранов. В 2013 году выиграла соревнования по спортивной ходьбе на V летних Всеукраинских играх ветеранов спорта памяти Михаила Баки по лёгкой атлетике на дистанциях 5000 м с результатом 24.50.54 мин и 3000 м с результатом 14.23.01 мин среди участниц возрастной группы 40-44 года. В 2014 году завоевала серебряную медаль чемпионата Европы по лёгкой атлетике среди ветеранов в соревнованиях по спортивной ходьбе на дистанции 5000 м, результат — 26:31.39 (Измир, Турция).
Также Вера Зозуля ратует за создание Ассоциации ветеранов спорта в Тернопольской области.